# 四合院

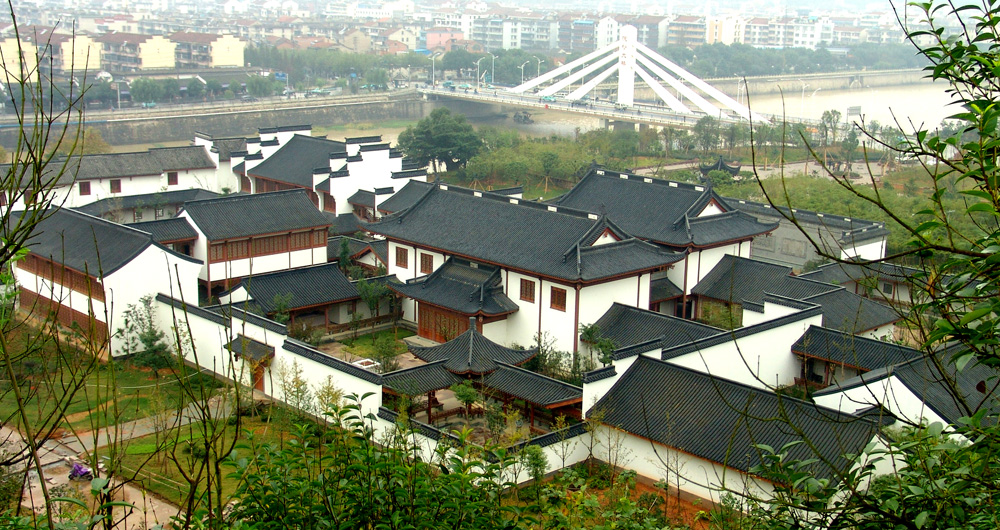
帶庭園深度的四合院，摄于西施故里

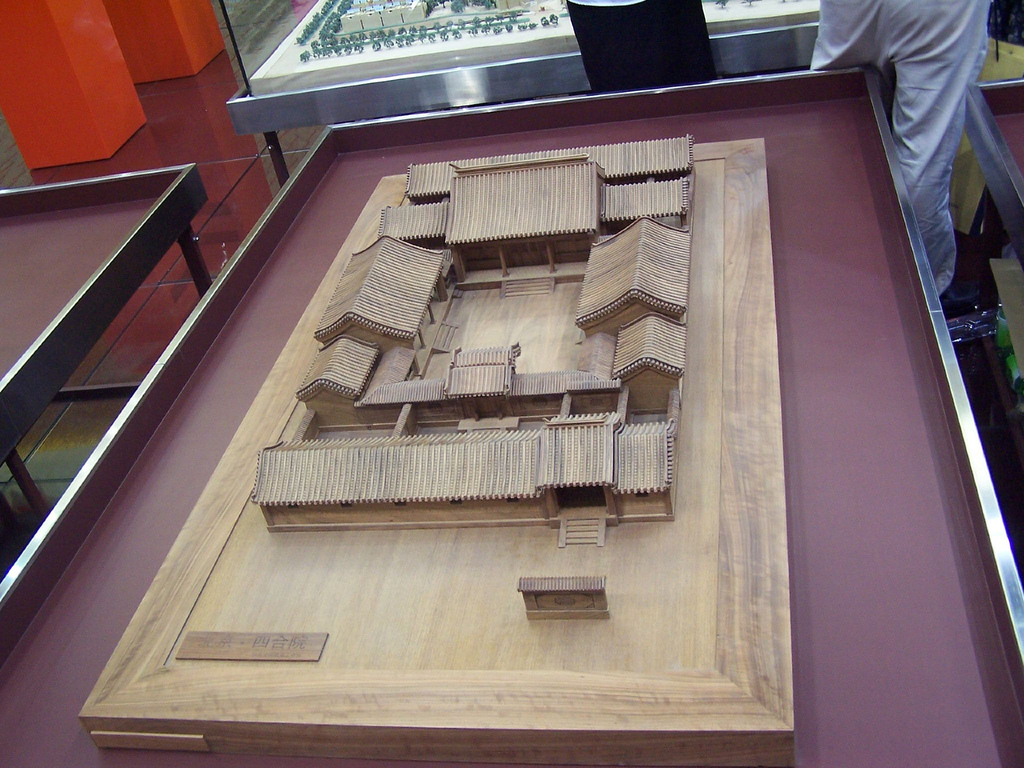
典型四合院模型

四合院（另称四合房）是一种中国传统建筑，其格局为一个院子四面建有房屋，通常由正房、东西厢房和倒座房组成，从四面将庭院合围在中间，故得其名。四合院通常为大家庭所居住，提供了对外界比较隐密的庭院空间，其建筑和格局体现了中国传统的尊卑等级思想以及阴阳五行学说。

## 建築結構

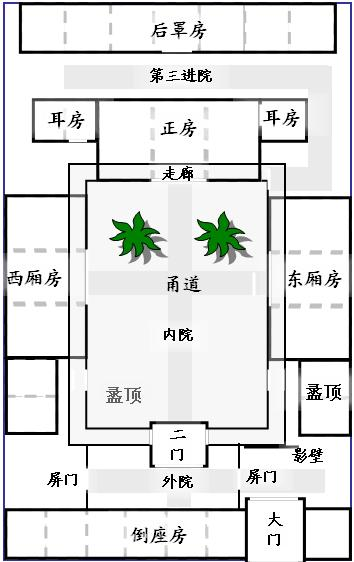
三进院落的平面图

技術上而言，四合院屬於三合院的一種變體，於其上再加上一層門房的屋舍來封閉。若呈「口」字形的稱為一進院落；「日」字形的稱為二進院落；「目」字形的稱為三進院落。一般而言，大宅院中，第一進為門屋，第二進是廳堂，第三進或後進為私室或閨房，是婦女或眷屬的活動空間，一般人不得隨意進入，如欧阳修《蝶戀花》云：“庭院深深深幾許”，庭院越深，越不得窺其堂奧。
正式的四合院，一户一宅，平面格局可大可小。房屋主人可以根据土地面积的大小、家中人数的多少来建造，小到可以只有一进，大可以到三进或四进，还可以建成两个四合院宽的带跨院的。小者，房间为13间；一院或二院者，房间为25间到40间。厢房的后墙为院墙，拐角处再砌砖墙。大四合院从外边用墙包围，墙壁高大，不开窗户，以显示其隐秘性。从制式上来说，许多王府和寺庙也是按照四合院的布局进行设计和建造的。
最小的一进院，进了街门直接就是院子，以中轴线贯穿，房屋都是单层，由倒座房、正房、厢房围成院落，其中北房为正房，东西两个方向的房屋为厢房，南房门向北开，故称为“倒座房”。四合院中植花果树木，以供观赏。
两进四合院分为前院和后院，后院又叫做内宅。前院由门楼、倒座房组成，连接前后院的一般为垂花门，一些相对朴素的住宅则用月亮门，后院由东西厢房、正房、游廊组成。也有的两进四合院，例如北京茅盾故居，并没有垂花门隔出前院，而是在正房后加后院，建专供女眷居住的后罩房。
完整的四合院为三进院落，第一进院是垂花门之前由倒座房所居的窄院，第二进院是厢房、正房、游廊组成，正房和厢房旁还可加耳房，第三进院为正房后的后罩房，在正房东侧耳房开一道门，连通第二和第三进院。在整个院落中，老人住北房（上房），中间为大客厅（中堂间），长子住东厢，次子住西厢，佣人住倒座房，女儿住后院，互不影响。这其中也有反映“男外女内”的中国传统文化哲学的影响。
四、五进院的组合方式较多，通常为“前堂后寝”式。第一进院与三进院相同，第二进院是对外使用的厅房和东西厢房，之后再设一道垂花门，在厅房和这道垂花门之间形成第三进院，垂花门之后为正房和厢房所在的第四进院，是主院。如果后面还有后罩房，就构成了第五进院。还有的在倒座房北侧再建一排南房，而组成四进或五进院的。
北京四合院最大的进深为两个胡同之间的距离，约77米左右，一些比较奢华的院落甚至还有花园和假山。规格高一些的四合院还设有厕所，这些内设的厕所一般都被安排到西南角，按风水的说法，西南为“五鬼之地”，建厕所可以用秽物将白虎镇住，从实用的角度看，厕所建在西南方适应了西北-东南风向，可防臭味在院内扩散，但大多数居民如厕大多在胡同里的“官厕”即现在说的公共厕所。

### 单体建筑
四合院是由许多单体建筑组合而成，包括大门、正房、厢房等等。

#### 大门
大門又叫街门、宅门，是北京四合院与外界沟通的通道，一般都修筑在整个院落的东南侧，以取“紫气东来”之意，也有说法是占据八卦中的巽位，即风位，是和风、润风吹进的位置，以引进东南风，挡住冬天的西北风，是吉祥之位，体现“坎宅巽门”的原则。

##### 大门的形制
根据主人的地位等级不同四合院的街门分为王府大门、广亮大门、金柱大门、蛮子门、如意门、墙垣式门（門樓）等几种不同的形制，随着西洋式建筑圆明园的修建，在民间也出现了大量的中西合壁式的门楼，被百姓形象地称为“圆明园式”门楼。
王府大门顾名思义是用于王府，通常是三间房开门一间，大门上有门钉。按照不同的等级最多有63颗门钉。广亮大门和金柱大门都是有官的人家使用。广亮大门通常宽一开间，门设于中柱的位置；金柱大门规格上略小，门设于金柱的位置。蛮子门和如意门是一般人家使用的。蛮子门的门更为靠前，设于檐柱位置；如意门通常在檐柱的位置砌一堵墙，门很小。如意门上面的门头通常是砖雕，也有用瓦片堆成链形，砂锅形图案。最簡單的大門是直接在牆上用磚砌築一個入口門洞，安裝門扇，沒有內部空間，稱為門樓。

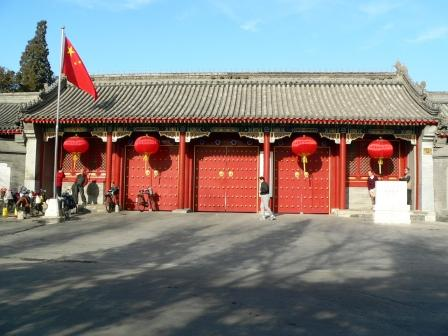
王府大门（大门五间，启门三，醇王府）
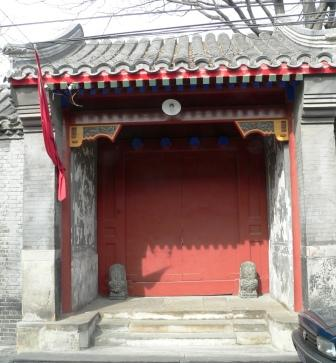
广亮大门（门框设于中柱位置）
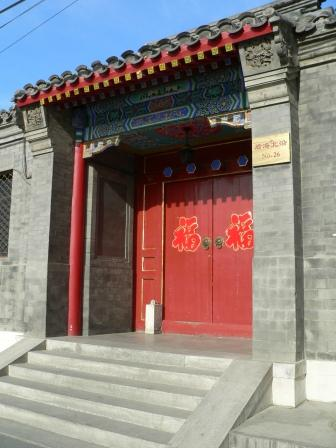
金柱大门（门框前移，设于金柱位置）
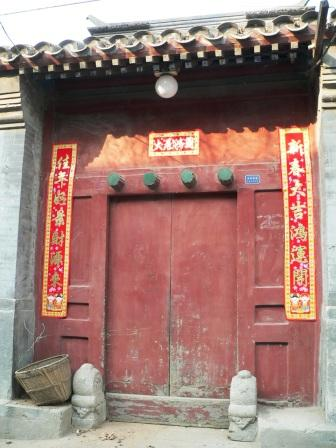
蛮子门（门框进一步前移，设于檐柱位置）
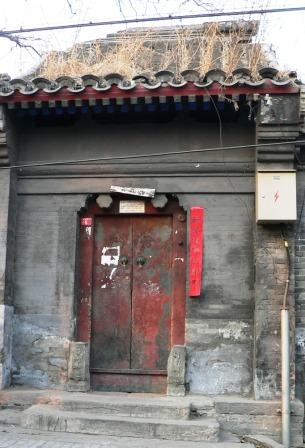
如意门（在檐柱位置砌一堵墙，墙上开一小门）
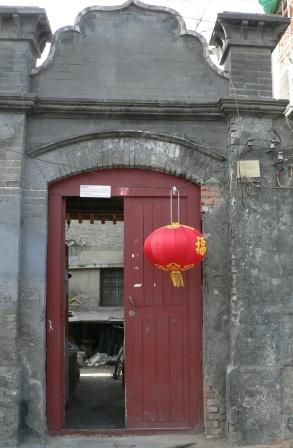
中西合璧门（南锣鼓巷）
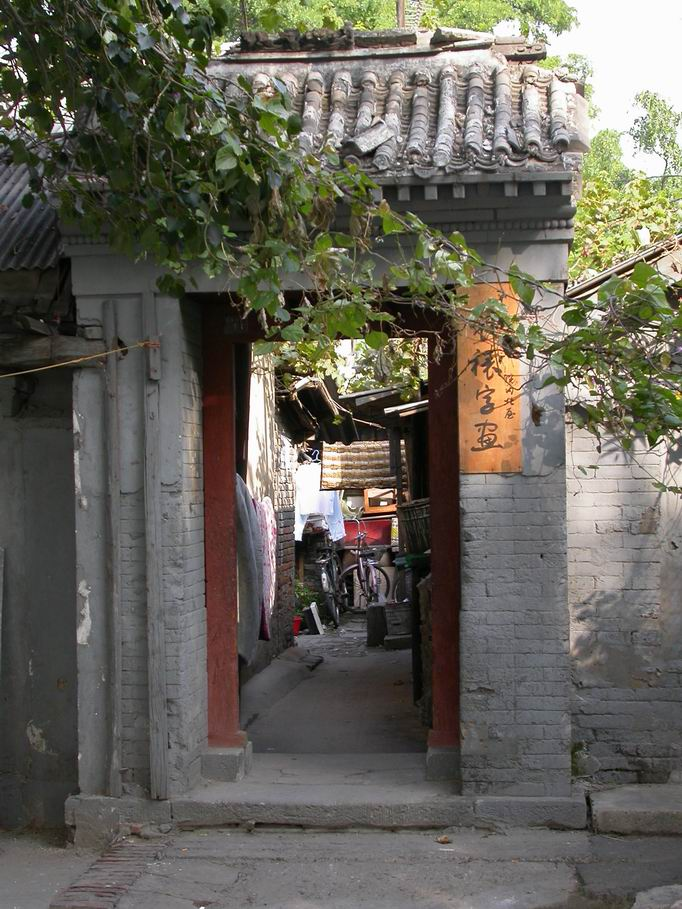
清水脊街门

##### 大门的构件

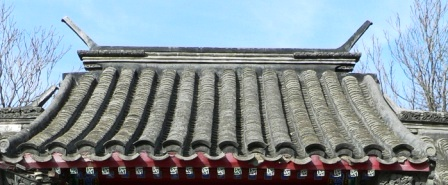
仰合瓦清水脊

门楼的屋顶通常铺瓦有筒瓦和仰合瓦两种方式。屋顶有清水脊和卷棚（又称元宝脊）等几种。清水脊通常在两边有两块向上的瓦，称为蝎子尾，鸱尾，朝天笏，在蝎子尾下面有花砖。房檐位于墀头的位置通常装有博风起到保护墀头墙的作用，博风也可以有砖雕。
雀替是位于檐柱和檐枋之间的木构件，在力学上有一定的作用，但雀替和三幅云更多地是官品的象征。只有王府大门、广亮大门和金柱大门才有雀替，而蛮子门和如意门由于大门设在檐柱上，因此没有雀替的位置。
门簪是把楹固定在门中门槛上的木结构，大门用四颗门簪，小门用两颗门簪。门簪露于门外的部分用门簪帽来装饰，门簪帽一般是带有曲线的六角形。门簪帽上雕通常刻有迹象的图样和文字。
大门的门板有很多种，在门板上的通常还雕刻有门联，比较讲究一些的街门都雕刻有门心，一般比较常见的联句是“忠厚传家久，诗书济世长”之类。门上在中间装有门钹，用于叩门，门下方有护门铁。

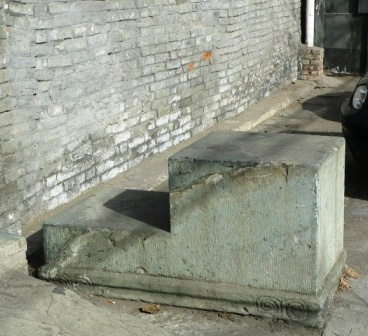
上马石

墀头是指山墙突出檐柱以外的部分，墀头墙上的盘头（又称为戗檐和拔檐）以及如意门的门头的砖雕都是精美的工艺品。墀头墙丛上往下是戗檐，两层拔檐，莲花墩，贴花等部件。如意门门头从上往下是栏板和望柱、冰盘檐、枭混、连珠、挂落板等部件。
门墩是指门枕石位于门外部的部分，通常有箱形和抱鼓形（抱鼓石）两种，门枕石的内部有一石窝用于插入门枢。门墩是门楼中比较有特色的一个组成部件，通常由须弥座，抱鼓或箱形，以及兽吻或狮子（有说是狻猊）几部分组成。根据门楼的形制不同门墩的形制也有差异，出现在门墩上的雕刻是研究中国古代社会文化重要的资料，也是精美的石刻艺术品。
在门旁通常还有上马石和拴马桩等设施，有的还有泰山石敢当。

#### 影壁

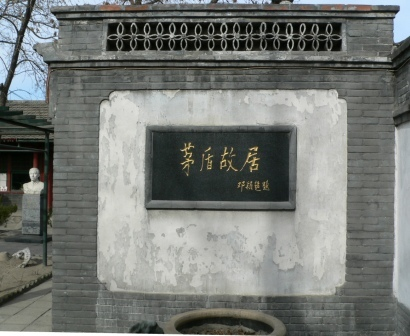
茅盾故居的内影壁

影壁在四合院中通常用于遮挡视线、美化实现和突出大门的作用，通常是由砖砌成，由座、身、顶三部分组成，座有须弥座，也有简单的没有座。四合院的大门有时候向后退后几步在大门左右修建八字墙，称为燕翅影壁，撇子影壁。四合院大门内一般也有一个影壁，一般镶嵌在东厢房盝顶的山墙上，也有规格高一些的院落，采用独立影壁。影壁也有置于四合院大门外的街道中正对大门的位置。
影壁墙身的中心区域称为影壁心，通常由45度角斜放的方砖贴砌而成，简单一点的影壁可能没有什么装饰，但也必须磨砖对缝非常整齐，豪华的影壁通常装饰有很多吉祥图样的砖雕。影壁墙上的砖雕主要有中心区域的中央和四角，在与屋顶相交的地方也有混枭和连珠。中心方砖上面一边雕刻有中心花、岔角在影壁墙的中央还镶嵌有福寿字的砖匾或者是带有吉祥意味的砖雕。
影壁墙的顶一般和屋顶一样，虽然是砖砌，影壁的顶也用砖雕出椽子，并在上设清水脊或卷棚脊的屋顶。

#### 倒座房
倒座房是整个四合院中最南端的一排房子，其檐墙临胡同，一般不开窗。由于门窗都向北，因此采光不好。其最东为私塾，最西为厕所，其间的房子一般为仆人居住。
南侧的街门、倒座房、北侧的垂花门和游廊共同围成四合院的前院，前院是主人会客办公的场所，通过垂花门之后才是内宅，即四合院的生活区。

#### 屏门

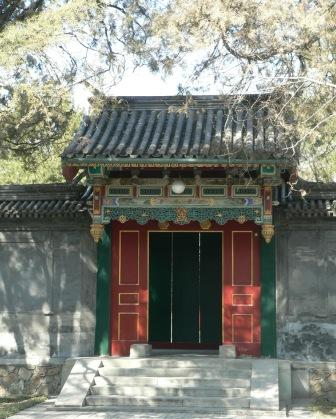
郭沫若故居的垂花门，其后绿色的为屏门

进入大门后影壁的左右两侧分别有一道屏门，向东通向“塾”的小院，向西通往有倒座房的外院。在内外院之间的垂花门内也有屏门。

#### 垂花门
垂花门又称二门，开在内外院之间的隔墙上，位于院落的中轴线上。旧时说的大户人家的闺女“大门不出，二门不迈”，就是指不迈垂花门。垂花门的外檐柱不是从地上立起的，而是悬在中柱的横木上，称为垂柱，垂柱的下端有一垂珠，通常彩绘为花瓣的形式，因此称为垂花门。垂花门是四合院中装饰富丽的建筑。
垂花门的屋顶通常是卷棚式，或一殿一卷式，即门外为清水脊式，门内为卷棚式。垂花门的门有两道，一道是在中柱位置上，白天开启，夜间关闭；另一道是屏门，在内檐柱位置上，平时关闭，起到隔绝内院视线的作用。垂花门进入内院是通过垂花门两侧内檐柱与中柱之间空间进出，通常与抄手游廊相衔接。

#### 正房

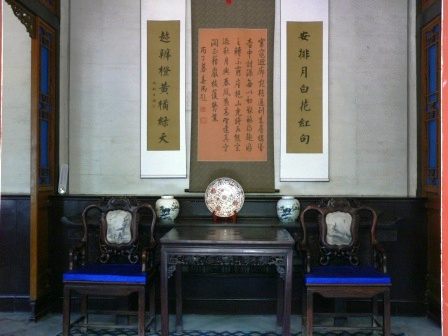
中堂

四合院的正房一般三间，大四合院的正房可以为五至七间，坐北朝南，是一家之主的居所。正房的明间（即中间一间）称为堂屋，也称为中堂，三开间的正房堂屋两侧是卧室和书房，正房的特点是冬天太阳能够照进屋里，冬暖夏凉。通常在明间正中排放一八仙桌，桌子两旁设两把椅子，在墙上挂着一幅画和两副条幅，或挂四幅中堂画。

#### 厢房
东西厢房是子孙們的住房，也常是三间。以东厢房为尊西厢房为卑，北京四合院东厢房一般住长子长媳，因此在建筑上东西厢房的高度有着细微的差别，东厢房略高西厢房略低，但由于差别非常细微因此很难用肉眼看出来。例如石家庄四合院的东厢房比西厢房高二寸。然而，在中国华北地区，东厢房夏季西晒，冬季直接受到西北冷风吹袭，所以不宜居住，陕西四合院东厢房多被富户用来存储粮物，或作厨房、马厩。

#### 耳房

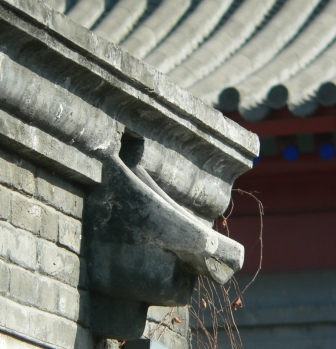
盝顶上的排水孔

正房两侧的两间房间高度低于堂屋，且布局颇似人的双耳，故而被称作耳房。如果院子狭长，厢房通常也会有耳房，通常是平顶的，因此厢房的耳房被称为盝顶。

#### 后罩房
后罩房通常是最裏一进院子的，靠近院落边界的房子，通常主人的女儿居住。后罩房和正房朝向一致，坐北朝南，其间数一般是和倒座房相同，以尽量添满住宅基地的宽度。后罩房的等级低于正房和厢房，其房屋尺度及品质相比而言都稍差。

#### 群房
群房，又称裙房，通常在院子的东侧或西侧的一排房子，作为厨房和仆人住宅。

#### 廊

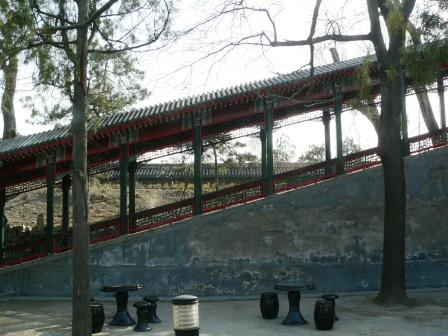
爬山廊

四合院里的廊是有顶的建筑，用于下雨雪时行走，分为檐廊和游廊两种，前者是指正房和厢房前面有顶的走廊，顶通常是屋檐延长出来的；后者是指沿墙的廊（抄手游廊）和连接正房与厢房的走廊（穿山游廊）。有的檐廊和抄手游廊用窗户封起来，成为室内环境，称为暖廊。
《红楼梦》中有在林黛玉初进贾府时，有如下描述：
“众婆子步下围随至一垂花门前落下。众小厮退出，众婆子上来打起轿帘，扶黛玉下轿。林黛玉扶着婆子的手，进了垂花门，两边是抄手游廊，当中是穿堂，当地放着一个紫檀架子大理石的大插屏。转过插屏，小小的三间厅，厅后就是后面的正房大院。正面五间上房，皆雕梁画栋，两边穿山游廊厢房，挂着各色鹦鹉，画眉等鸟雀。”

#### 庭院

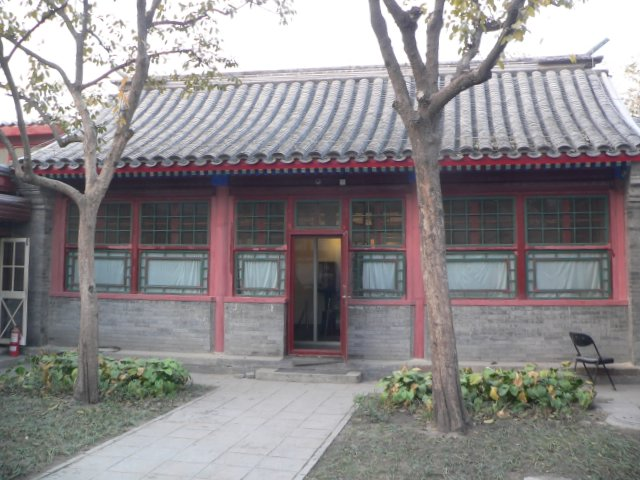
北京老舍故居正房前庭院，内种两棵柿子树

四合院除了内宅、外宅的主要院落之外，还会形成一些小的院子，如正房两旁耳房前的小院，以及外院两侧被屏门隔开的小院。
内宅的院落中有正南北十字形的甬道，老北京的住户大多会在院子里栽上树，除了松树、柏树和杨树等因为多种在坟地而不能栽种外，其他各种树木都有种植，过去北京有民谚：“桑松柏梨槐，不进府王宅”，说的就是在庭院种树的禁忌。比较常见的树木有枣树、柿树等，花木主要有牡丹、芍药、玉兰、丁香、海棠、紫藤、石榴等，在四合院内种枣树、石榴树寓意“早”生贵子、多子多孙，种柿树表示事事如意，种丁香、海棠，表示主人有身份和有一定的文化修养。
此外民间还有养鱼的习俗，多用直径为60到70厘米的鱼缸养着各色的鱼并种着荷花，冬天鱼缸还能用来存放食品。
夏天时分，天气炎热，还可在庭院中搭设天棚遮阳，老北京有“天棚鱼缸石榴树，先生肥狗胖丫头”的俗语，就是家住北京的书吏人家的生活写照。

#### 裝修
除梁柱等支持建築整體的關鍵部件外，起輔助修飾作用的構件稱作裝修。按室內外的不同，分為外檐裝修和內檐裝修。

##### 外檐裝修
包括吊掛楣子、坐凳欄杆、隔扇門、支摘窗等。

##### 內檐裝修
包括天花、隔斷。其中隔斷又有板壁、花罩、博古架、碧紗櫥四種形式。

## 歷史沿革
四合院历史悠久，早在3000多年前的中国西周时期就有四合院的出现。陕西岐山凤雏村周原遗址出土的两进院落建筑遗迹，是中国已知最早、最严整的四合院实例。
汉代四合院建筑有了更新的发展，受到风水学说的影响，四合院从选址到布局，有了一整套阴阳五行的说法。唐代四合院上承两汉，下启宋元，其格局是前窄后方。
然而，古代盛行的四合院是廊院式院落，即院子中轴线为主体建筑，周围为回廊链接，或左右有屋，而非四面建房。 晚唐出现具有廊庑的四合院，逐渐取代了廊院，宋朝以后，廊院逐渐减少，到明清逐渐绝迹。
元明清时期四合院逐渐成熟。元世祖忽必烈“诏旧城居民之过京城老，以赀高（有钱人）及居职（在朝廷供职）者为先，乃定制以地八亩为一分”，分给前往大都的富商、官员建造住宅，由此开始了北京传统四合院住宅大规模形成时期。 1970年代初，北京后英房胡同出土的元代四合院遗址，可视为北京四合院的雏形。后经明、清完善，逐渐形成北京特有的四合院建筑风格。
中华人民共和国成立后，北京的很多四合院沦为了大杂院，而改革开放后随着城市改造的开展，很多传统四合院被拆毁，如1998年拆除康有为的粤东新馆，2000年拆除赵紫宸故居，2004年拆除孟端胡同45号的清代果郡王府，2005年拆除曹雪芹故居，2006年拆除唐绍仪故居。与此同时，一些四合院被列入北京市和各区县级的保护院落。

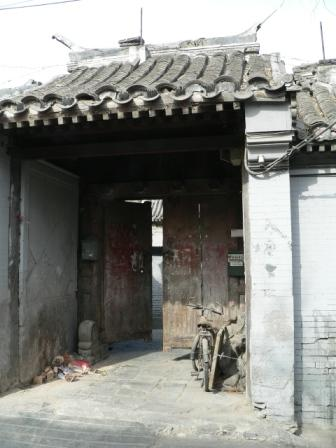
北京现存的四合院院门

随着现代家庭结构和社会观念变迁，传统四合院的宜居性受到了挑战。四合院在古代基本上大致能满足家庭生活需要，其时两进四合院以及更大的四合院通常是官宦和士绅的住所。而到了现代，一方面自來水、暖气、排污系統等卫生设施沒有進入四合院，淪為大雜院的四合院也未繼續改進以適應汽车、空调等現代设备；另一方面，隨著現代一孩政策、晚婚晚育等變遷，傳統的四世同堂式大家庭也比较少见，有钱的人家通常愿意在交通方便的郊外购置别墅，而不是生活在人口密度较高的市区，因此四合院作為民居的居住价值開始受到衝擊。
而在城市规划过程中，传统四合院也面临着保护和发展的矛盾，一些四合院被列为了中國文物保护单位，同时也有一些被拆除。随着老城区保护的开展，对原有四合院进行了改造，例如1990年由清华大学吴良镛教授主持的对北京菊儿胡同四合院的危改项目，在保留院落结构的基础上，将原有四合院的平房改为楼房，增加了厨房、卫生间等设施。该改造工程获得了联合国的世界人居奖。北京南池子危改中，也将部分四合院房屋改成两层，并修建了地下车库。2006年，北京市公布了《北京四合院建筑要素图》，作为对四合院保护、修缮、翻建、改建的参考依据。

## 各地變體
四合院在中国的华北地区和西北地区建造得较多，當中又以北京四合院为典型。

### 北京四合院

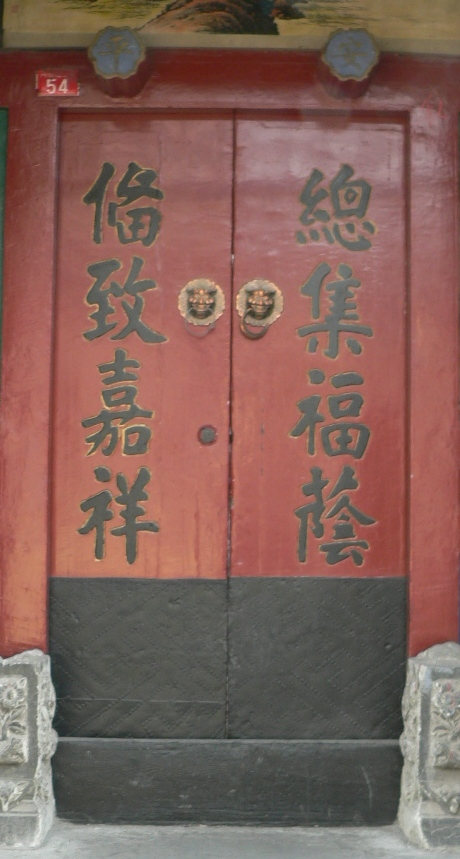
北京四合院门联

四合院是北京最常见也最有特色的城市建築，大多爲單層建築，当中围成的院落接近正方形，四面各房屋独立，以廊相连，院门多开在东南方位。
从空中俯瞰北京城，可以看到一片灰瓦的房屋围着一个四方的院子。院子里绿葱葱的树木给灰色的房屋做点缀，也给四合院院里的人们提供了树荫。北京的四合院现在已经和北京胡同一起，成为北京传统文化和民俗的代表，成为北京城市建筑形象的标志。

### 其他地方的四合院
除北京外，中国北方其他地方也以四合院为主要的民居形式。由于气候、建筑材料、文化传统等因素的影响，不同地区的四合院也有不同的特色。
著名的山西省平遥的乔家大院就是山西风格的四合院。更广义地说，黄土高原上由窑洞围合而成下沉式“地坑窑”的院落也是四合院的一种。另外，云南省大理白族的“三坊一照壁”式民居，也是由正房、厢房和三坊房屋及明壁围成的四合院。
不同之处是，山西南部以及陕西、河南等地，由于夏季有严重的西晒，因此为减少日晒而把院子南北向加长，不像北京四合院为接近正方形，而是长方形。而安徽徽州的四合院则南北窄而东西长，以接受更多日照。西北甘肃、青海风沙大，因此加高了院墙，称为庄窠。南方的庭院则较小，四周以楼围成，中央称为天井。
此外，云贵的“一颗印”和东北的大院与四合院也有相似之处，不过又有着本质的不同。东北土地辽阔而气候寒冷，因此院子面积很大，院内空地多，以便接纳更多阳光。

## 著名例子
游览北京的胡同和四合院已经成为北京旅游的一个独具特色的内容之一。但是绝大多数四合院都是宿舍和单位，谢绝参观，一些开放的名人故居成为了解四合院的主要途径。

### 名人故居
- 纪晓岚故居，位於西城区珠市口西大街241號。
- 崇礼故居，位於東城區東四六條63號、65號。
- 婉容故居，位於東城區帽兒胡同35、37號。
- 茅盾故居，位于交道口后圆恩寺胡同13号。
- 鲁迅故居，位于阜成门内西三条21号鲁迅纪念馆院内。
- 老舍故居，位于东城区灯市口西街丰富胡同19号。
- 陳獨秀故居，位於东城区北池子大街箭杆胡同20号。
- 郭沫若故居，位于什刹海前海西街。
- 梅兰芳故居，位于西城区护国寺街9号。
- 奎俊故居，位於东城区沙井胡同15号。
- 張廷閣故居，位於西城区西交民巷87号。
- 乔家大院，位于山西省祁县乔家堡村。

### 四合院酒店
- 竹園賓館
- 呂松園賓館
- 北京閲微庄四合院賓館
- 好園賓館
- 中堂客桟

### 其他
另外，还有一批四合院被列为文物保护单位：
- 北新华街112号四合院
- 西城区西四北大街六条23号四合院
- 西城区西四北三条11号四合院
- 西城区西四北三条19号四合院
- 西城区前公用胡同15号四合院
- 东城区礼士胡同129号四合院
- 东城区内务部街11号四合院
- 东城区后圆恩寺胡同7号四合院
- 东城区国祥胡同2号四合院
- 东城区方家胡同13、15号四合院
- 东城区府学胡同36号四合院（包括交道口南大街小136号）
- 东城区新开路24号四合院
- 西堂子胡同25-37号四合院
- 帽儿胡同5号四合院
- 帽儿胡同11号四合院
- 美术馆东街25号四合院
- 东棉花胡同15号院及拱门砖雕
- 前鼓楼苑胡同7、9号四合院
- 鼓楼东大街255号四合院
- 黑芝麻胡同13号四合院
- 前永康胡同7号四合院

等等。